# Сан-Кристобаль (фортеця)
Сан-Кристобаль (ісп. Castillo San Cristobal, «форт святого Кристобаля») — фортеця в Сан-Хуані, столиці Пуерто-Рико. Побудована іспанцями за проектом ірландських інженерів у другій половині XVIII століття для захисту міста від нападу з суходолу.
У XX столітті музеєфікована та включена до складу Національної пам'ятки історії Сан-Хуана, яку внесено до переліку Світової спадщини ЮНЕСКО.
Найбільша фортеця, побудована іспанцями в Західній півкулі.

## Історія
Зі збільшенням розміру міста Сан-Хуан іспанська адміністрація вирішила укріпити місто від нападів з моря. 1634 року розпочалося будівництво великої кріпосної стіни навколо нього. До 1650 року стіну було споруджено зі сходу, півдня й заходу. Її північної-східний виступ назвали Форт Сан-Кристобаль, хоча він являв собою лише невеликий півколовий майданчик для гармат.
Форт був невеличким до 1765 року, коли до Сан-Хуану прибув маршал О'Рейлі, який наказав перебудувати оборону міста. Він призначив головним інженером ірландця О'Дейлі, який розпочав перебудову всіх укріплень, зокрема й Форту Сан-Кристобаль. Побудова укріплень завершилася на початку 1790-х років уже після смерті О'Дейлі, а 1783 року було завершено спорудження форту, яке привело його до вигляду, що переважно зберігся до початку XXI століття. На схід від форту було побудовано ще дві лінії оборони, з'єднані з фортом тунелями.
Гармати та гарнізон форту брали участь у відбитті британського десанту під командуванням Еберкромбі 1797 року. Також вони намагалися протистояти американському флоту в американо-іспанській війні 1898 року. Під час Другої світової війни в форті діяв центр спостереження за німецьким флотом.